# Minhiriath

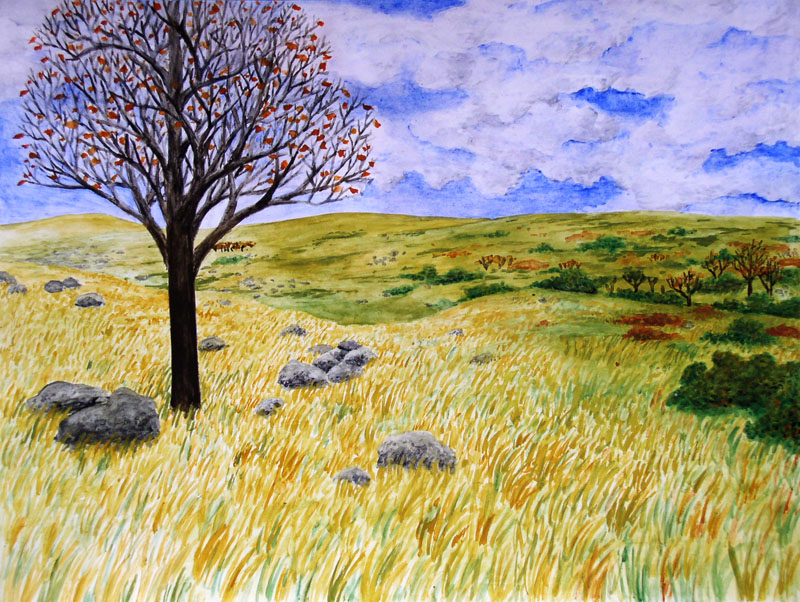
Representación de Minhiriath.

En el universo imaginario de J. R. R. Tolkien y en los apéndices de la novela El Señor de los Anillos, Minhiriath es una vasta región del noroeste de la Tierra Media, ubicada entre los ríos Brandivino y Agua Gris. Su nombre es sindarin y puede traducirse como «entre los ríos».
En la Segunda Edad del Sol era una región de tupidos bosques y habitaban en ella un pueblo, descendiente de los Hombres de Haleth, conocidos como los Gwathuirim o «pueblo del Gwathló». Cuando llegaron los númenóreanos, con Aldarion el Marinero, los bosques de la región fueron, al igual que los de su vecina Enedwaith, devastados por estos, que querían obtener madera para la construcción de barcos. Esto trajo por consecuencia la Rebelión de los Gwathuirim y su participación, como aliados de Sauron en las Guerras de este contra Hombres y Elfos. Al finalizar la Segunda Edad en Minhiriath ya no quedaban bosques, excepto en las tierras del Cabo Eryn Vorn.
En la Tercera Edad del Sol la región se fue repoblando paulatinamente y perteneció al Reino de Arnor. Pero cuando el reino se dividió en tres, tras la muerte del rey Eärendur (861 T. E.); Minhiriath pasó a pertenecer al reino de Cardolan.
Con la participación de Cardolan en las Guerras contra Angmar, la región sufrió muchas pérdidas en bienes y vidas humanas. Pero la Gran Peste de 1636 T. E., terminó por diezmar a su población. Solo quedaron algunos bolsones de hombres en pueblos dispersos, en especial en la Ciudad de Tharbad. Tras las Terribles inundaciones que siguieron al Cruel Invierno de 2912 T. E., tanto Minhiriath como Enedwaith quedaron totalmente vacías de vidas humanas.